# Pavel Nedvěd
Pavel Nedvěd (Cheb, 1972. augusztus 30. –) cseh labdarúgó. Pályafutása során játszott a cseh FK Dukla Praha (1991–92), a Sparta Praha (1992–96), majd az olasz SS Lazio (1996–2001) együttesében is, és 2001-től 2009-ig pedig a Juventus játékosa volt. 
Az olasz bajnokságot egyszer nyerte meg a Lazioval, majd négyszer a Juventus-szal (ebből kettőt utólag elvettek a Juventus bundabotrányban játszott szerepe miatt). 2004 márciusában bekerült a Pelé által összeállított FIFA 100 listába.

## Pályafutása

### Kezdetek
Nedvěd a csehszlovákiai Cheb városában született. A városkának gyerekkorában második ligás csapata volt, korábban 13 évig az első osztályban is szerepeltek. Itt kezdett el játszani. Később több kisebb csapatban is megfordult, ezek közül a nevesebbek a Viktoria Plzeň és a Dukla Praha voltak.

### Dukla és Sparta Praha
1991-ben mutatkozhatott be a Dukla Praha felnőttcsapatában. Itt 19 mérkőzésen játszott, ezeken 3 gólt szerzett. A csapat ebben a szezonban a bajnokságban tizenegyedik lett, a kupában a negyeddöntőig jutott. Egy év után az egyik legsikeresebb cseh klubhoz, a Sparta Prahához szerződött. A fővárosi csapatnál 1996-ig játszott, ezalatt két bajnoki címet, valamint egy kupagyőzelmet szerzett. Utolsó idényében 27 mérkőzésen játszott, ezeken 14 gólt szerzett, így a bajnokság ezüstcipőse lett. A Spartánál töltött időszak alatt, 1994-ben mutatkozhatott be a válogatottban, egy Írország elleni barátságos mérkőzés alkalmával. A Spartánál végül 98 mérkőzésen 23 góllal zárt.

### Lazio
Az 1996-os Eb-n nyújtott nagyszerű teljesítményének köszönhetően, Zdeněk Zeman, az SS Lazio edzőjének hathatós közreműködésére Olaszországba szerződött. Hiába szerette volna leigazolni őt a PSV Eindhoven is, a Lazio akkoriban Európa egyik leggazdagabb csapata volt, így nem volt túl nagy esélye az olasz csapattal szemben.
A bajnokságban szeptember 7-én debütálhatott, a Bologna ellen. Első Serie A-s szezonjában 11 gólt szerzett.
Az 1997-98-as szezonban megszerezte első trófeáját a csapattal, egy olasz kupát, a döntőben az AC Milant legyőzve. A következő szezon kezdete előtt nem sokkal megkereste őt az Atlético de Madrid, de nem sikerült megegyeznie a Lazióval a szerződtetését illetően. A bajnokság rajtja előtt a Lazio megnyerte a szuperkupát, többek között Nedvěd góljával. Az ellenfél későbbi csapata, a Juventus volt, a végeredmény 2–1 lett. A szezon végén a csapat megnyerte a KEK utolsó kiírását. Ezt a római csapat a Mallorca ellen vívta, Nedvěd a 81. percben győztes gólt szerzett.
Az 1999-2000-es szezon kezdetén megnyerték az európai szuperkupát a Manchester United ellen. A szezon végén a „biancoceleste” megszerezte második, egyben eddigi utolsó bajnoki címét. A bajnokság vége után a Manchester United szerette volna leigazolni, egy sokkal előnyösebb szerződést ajánlott neki, ám ő ezt az ajánlatot is visszautasította. Az ajánlatban az addigi 5 milliárd helyett 12 milliárd lírás fizetést szerepelt.
Utolsó Laziós szezonjában összesen 13 gólt szerzett. Öt év után végül 138 bajnoki mérkőzés és 33 gól állt a neve mellett. Időközben a fővárosi alakulat egyre nagyobb pénzügyi nehézségekkel küzdött, így kénytelen volt megválni legjobbjaitól. Nedvědet a Barcelona, az Inter, a Manchester United és a Juventus FC is szerette volna leigazolni, végül az utóbbi lett a befutó.

### Juventus
Nedvěd nem titkoltan Zinédine Zidane pótlására érkezett, aki ugyanezen a nyáron a spanyol sztárcsapat, a Real Madrid játékosa lett. Átigazolási díja végül 70 milliárd líra (41 millió euró) volt. Rajta kívül ekkor érkezett a Juvéhez Gianluigi Buffon és Lilian Thuram is, valamint visszatért a korábbi sikeredző, Marcello Lippi is.
A bajnoki címet a Juventusnak ekkor már 3 éve, 1998 óta nem sikerült megszereznie. Ez rögtön 2002-ben, Nedvěd ideérkezése után sikerült. Ezt a szezont 4 találattal zárta.
Legjobb Juventusnál töltött szezonja kétségtelenül a 2002–03-as volt. A csapatkapitány Alessandro Del Piero ők ketten voltak messze a csapat legjobbjai, mindketten több meccset döntöttek el. Del Pierónak és neki köszönhetően a Juve egészen a BL döntőjéig menetelt. Több fontos gólt szerzett, például a FC Barcelona ellen, amikor hosszabbítás után sikerült kivívni a továbbjutást. A Real Madrid elleni elődöntőn is nagyon jól játszott, ám egy felesleges szabálytalanság után sárga lapot kapott, és mivel korábban már kapott egyet, így a döntőt eltiltás miatt kihagyni kényszerült. A csapat végül hosszabbítás után maradt alul az AC Milannal szemben.
A döntő kudarca után ismét jól játszott, ám mégis sokakban meglepetést keltett, hogy 2003 végén ő kapta az Aranylabdát. A díj megnyerése kapcsán így nyilatkozott:
| „              | Legmerészebb álmaimban sem gondoltam volna, hogy én nyerem a díjat. Idén több játékos is kiemelkedően játszott, mint például Zinedine Zidane, Raúl és Paolo Maldini. Amikor meghallottam, hogy bekerültem a jelöltek közé, meg sem fordult a fejemben, hogy én leszek a befutó. Nagyon örülök, hogy megkaptam ezt a fantasztikus elismerést | ” |
| – Pavel Nedved | |   |

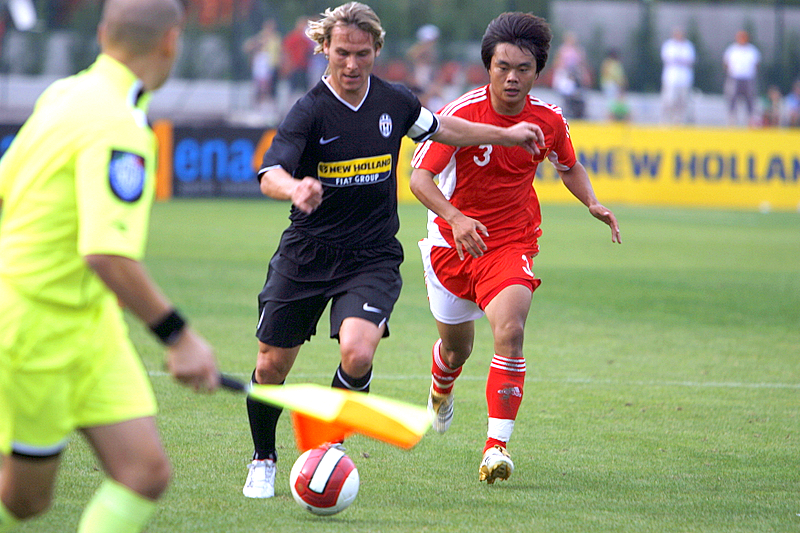
Nedved a Juventus színeiben.

Hiába szerzett a Juventus a 2005–06-os és a 2006–07-es szezonban újabb két bajnoki címet, az olasz labdarúgás egyik legnagyobb botrányára derült fény, és ebben a Juventus volt leginkább érintett. A csapatot kizárták a másodosztályba, valamint megfosztották ettől a két bajnoki címétől. Nedvěd a másodosztály ellenére maradt a csapatnál, sok csapattársával ellentétben, akik a kizárás után más csapathoz igazoltak. A feljutás elsőre sikerült, ezután egy évvel meghosszabbították szerződését.
A 2007-08-as szezonban ismét majdnem minden meccsen játéklehetőséget kapott, ám ezeken ezúttal csak két gólt szerzett. 2007. december 9-én egy mérföldkőhöz érkezett, 300. mérkőzését játszott a Juventus színeiben, az Atalanta ellen. Ebben a szezonban már többször felvetette esetleges visszavonulását. A sikeres bajnokság után, amelyben a BL-selejtezőt érő harmadik helyen végzett a csapat, megváltoztatta szándékát, és újabb egy évvel hosszabbított.
A 2008-09-es szezon a BL-selejtezőkkel kezdődött. Az ellenfél az Artmedia Petržalka volt. A főtáblára jutást végül könnyedén sikerült kivívni. 2009. május 17-én 500. profi mérkőzését játszotta. Május 30-án jelentette be, hogy a szezon végén véglegesen felhagy az aktív labdarúgással. Utolsó szezonjában 32 mérkőzésen játszott, ezeken 7 gólt szerzett. A visszavonulás fő okaként az szerepelt, hogy több időt szeretne családjával tölteni. Visszavonulása után felmerült, hogy az Internazionaléhez szerződik, ám ez később nem valósult meg. Később a Juventus felajánlott neki egy munkát a korábbi edző, Ciro Ferrara segítőjeként, ő azonban nem válaszolt a felkérésre.

#### A válogatottban
A válogatottban 1994-ben mutatkozott be, egy Írország elleni barátságos mérkőzés alkalmával, ahol a csehek 3–1-es győzelmet arattak.
Részt vett a válogatott Szlovákiával való szétválás utáni legnagyobb sikerét hozó tornán, az 1996-os Európa-bajnokságon is. Itt a csapat egyik legjobbja volt, ennek köszönhette olaszországi szerződését is. A következő két kontinenstornán, a belga-holland közös rendezésűn és a 2004-esen is részt vett. Előbbin a válogatott már a csoportmeccsek során elvérzett, 2004-ben azonban egészen az elődöntőig jutott, ahol csak a későbbi győztes Görögország tudta megállítani. Mivel bronzmérkőzés nem volt, így a csehek Hollandiával közösen lettek bronzérmesek. Az Eb után Nedvěd bejelentette, hogy nem kíván többet a válogatottban szerepelni.
A visszavonulás után nem sokkal azonban rábeszélték a folytatásra, így a vb-selejtezőkön már ismét Karel Brückner rendelkezésére állt. A csehek végül ki is jutottak, Csehszlovákia felbomlása után először. Bár a csehek megnyerték az első csoportmérkőzést az USA ellen, a másik kettőn, többek között a legjobb formában lévő cseh csatár, Jan Koller hiánya miatt, kikaptak. A harmadik fordulóban, Olaszország ellen több kísérlete is volt, ám ezeket mind védte Juventusos csapattársa, Gianluigi Buffon. Nedvěd ezután ismét bejelentette válogatottól való visszavonulását.

## Pályafutása statisztikái
- A legtöbb meccset játszó külföldi a Juventus színeiben.[18]
- A hetedik legtöbb gólt szerző külföldi a Juventus színeiben.[18]

| Teljesítmény klubjában | Teljesítmény klubjában | Teljesítmény klubjában | Bajnokság | Bajnokság | Kupa               | Kupa               | Nemzetközi | Nemzetközi | Összesen | Összesen |
| Szezon                 | Klub                   | Bajnokság              | Mérk.     | Gól       | Mérk.              | Gól                | Mérk.      | Gól        | Mérk.    | Gól      |
| Csehszlovákia          | Csehszlovákia          | Csehszlovákia          | Bajnokság | Bajnokság | Kupa               | Kupa               | Nemzetközi | Nemzetközi | Összesen | Összesen |
| ---------------------- | ---------------------- | ---------------------- | --------- | --------- | ------------------ | ------------------ | ---------- | ---------- | -------- | -------- |
| 1991-92                | FK Dukla Praha         | Csehszlovák bajnokság  | 19        | 3         | -                  | -                  | -          | -          | 19       | 3        |
| 1992-93                | AC Sparta Praha        | Csehszlovák bajnokság  | 18        | 0         | -                  | -                  | 5          | 0          | 23       | 0        |
| Csehország             | Csehország             | Csehország             | Bajnokság | Bajnokság | Cseh labdarúgókupa | Cseh labdarúgókupa | Európa     | Európa     | Összesen | Összesen |
| 1993-94                | AC Sparta Praha        | Gambrinus liga         | 23        | 3         | -                  | -                  | 4          | 0          | 27       | 3        |
| 1994-95                | AC Sparta Praha        | Gambrinus liga         | 27        | 6         | -                  | -                  | 2          | 0          | 29       | 6        |
| 1995-96                | AC Sparta Praha        | Gambrinus liga         | 30        | 14        | -                  | -                  | 8          | 5          | 38       | 19       |
| Olaszország            | Olaszország            | Olaszország            | Bajnokság | Bajnokság | Coppa Italia       | Coppa Italia       | Európa     | Európa     | Összesen | Összesen |
| 1996-97                | SS Lazio               | Serie A                | 32        | 7         | 3                  | 1                  | 3          | 2          | 38       | 10       |
| 1997-98                | SS Lazio               | Serie A                | 26        | 11        | 6                  | 2                  | 11         | 2          | 43       | 15       |
| 1998-99                | SS Lazio               | Serie A                | 21        | 1         | 4                  | 0                  | 8          | 4          | 33       | 5        |
| 1999-00                | SS Lazio               | Serie A                | 28        | 5         | 6                  | 1                  | 12         | 1          | 46       | 7        |
| 2000-01                | SS Lazio               | Serie A                | 31        | 9         | 3                  | 1                  | 10         | 3          | 44       | 13       |
| 2001-02                | Juventus FC            | Serie A                | 32        | 4         | 4                  | 0                  | 7          | 0          | 43       | 4        |
| 2002-03                | Juventus FC            | Serie A                | 29        | 9         | 1                  | 0                  | 15         | 5          | 45       | 14       |
| 2003-04                | Juventus FC            | Serie A                | 30        | 6         | 4                  | 0                  | 6          | 2          | 40       | 8        |
| 2004-05                | Juventus FC            | Serie A                | 27        | 7         | 1                  | 0                  | 10         | 3          | 38       | 10       |
| 2005-06                | Juventus FC            | Serie A                | 33        | 5         | 4                  | 0                  | 8          | 2          | 44       | 7        |
| 2006-07                | Juventus FC            | Serie B                | 33        | 11        | 3                  | 1                  | -          | -          | 36       | 12       |
| 2007-08                | Juventus FC            | Serie A                | 31        | 2         | 2                  | 1                  | -          | -          | 33       | 3        |
| 2008-09                | Juventus FC            | Serie A                | 32        | 7         | 3                  | 0                  | 9          | 0          | 44       | 7        |
| Összesen               | Csehszlovákia          | Csehszlovákia          | 37        | 3         | -                  | -                  | 5          | 0          | 42       | 3        |
| Összesen               | Csehország             | Csehország             | 80        | 23        | -                  | -                  | 14         | 5          | 94       | 28       |
| Összesen               | Olaszország            | Olaszország            | 385       | 84        | 44                 | 7                  | 99         | 24         | 528      | 115      |
| Karrierje összesen     | Karrierje összesen     | Karrierje összesen     | 502       | 110       | 44                 | 7                  | 118        | 29         | 664      | 146      |

## Sikerei, díjai
- AC Sparta Praha:
  - Bajnok: 1992-93, 1994-95, 1995-96
  - Kupagyőztes: 1995-96
- SS Lazio:
  - Bajnok: 1999-2000
  - Kupagyőztes: 1997-98, 1999-2000
  - Szuperkupa-győztes: 1998, 2000
  - KEK-győztes: 1998-99
  - UEFA-szuperkupa-győztes: 1999
- Juventus FC
  - Bajnok: 2001-02, 2002-03[19]
  - A másodosztály bajnoka: 2006-07
- Egyéni elismerések:
  - Aranylabda: 2003
  - Az Év Cseh Labdarúgója: 1998, 2000, 2003, 2004
  - Cseh Aranylabda: 1998, 2000, 2001, 2003, 2004
  - Az év labdarúgója a Serie A-ban: 2003
  - FIFA 100-tagság: 2004
  - Aranyláb díj: 2004

## Magánélet
Nős, két gyermek édesapja. Feleségét Ivanának hívják. Két gyermekük, egy fiú és egy lány, szüleik nevét kapták, ezt azzal indokolták, hogy „ha mi egyszer nem leszünk, akkor is lesz a világon egy Pavel és egy Ivana, akik szeretni fogják egymást.”